# Sanja Vučić
Sanja Vučić (in serbo Сања Вучић?; Kruševac, 8 agosto 1993) è una cantante serba. Insieme alla sua band ZAA ha rappresentato la Serbia all'Eurovision Song Contest 2016 con il brano Goodbye (Shelter).

## Biografia
Sanja Vučić è nata a Kruševac, in Serbia, dove ha studiato musica e opera. Durante i suoi studi ha cantato in molto gruppi, tra i quali la band di musica etnica Bele Vile, l'orchestra jazz cittadina e il coro di chiesa Saint Prince Lazar.
Sanja è entrata a far parte della band ZAA nel 2012, quando questa era ormai attiva da quattro anni. La loro musica spazia dallo ska al dub al jazz al punk. Oltre che a vari concerti nei Balcani, in Austria, Ungheria e Repubblica Ceca, gli ZAA si sono esibiti in numerosi festival, tra cui EXIT, Nišville e il Reggae Serbia Fest. Con gli ZAA, che all'attivo avevano già due dischi, ha pubblicato l'album What About nel 2014.
Gli ZAA sono stati selezionati da RTS per rappresentare la Serbia all'Eurovision Song Contest 2016 con la canzone Goodbye (Shelter), pubblicata il 12 marzo 2016. Sanja si è esibita nella seconda semifinale dell'Eurovision, svolta il 12 maggio a Stoccolma, dalla quale si è qualificata per la finale del 14 maggio, classificandosi diciottesima su 26 partecipanti.

## Vita privata
Al momento Sanja vive a Belgrado, dove frequenta la facoltà di filologia, nel dipartimento di lingua e letteratura araba. Oltre alla sua lingua madre, riesce a capire e parlare senza difficoltà l'arabo, l'inglese, lo spagnolo e l'italiano.

## Discografia

### Solista

#### Singoli
- 2016 – Goodbye (Shelter) (con gli ZAA)
- 2022 – Omadjijan
- 2022 – Đerdan (con Nucci)
- 2023 – Kriva je kafana (con Cvija)

#### Come featuring
- 2014 – Underground Riot (Y.O.X feat. Sanja)
- 2014 – Želje (Mr. Rabbit feat. Sanja)
- 2016 – Kuća heroja
- 2017 – Genesis (Meta feat. Sanja)
- 2017 – Rezervisano (Djexon feat. Sanja)
- 2018 – Šuška se, šuška (Dejan Petrović feat. Sanja)

### Con gli ZAA
- 2014 – What About